# Dionísio
Dionísio is een gemeente in de Braziliaanse deelstaat Minas Gerais. De gemeente telt 10.589 inwoners (schatting 2009).

## Aangrenzende gemeenten
De gemeente grenst aan Córrego Novo, Marliéria, São Domingos do Prata en São José do Goiabal.

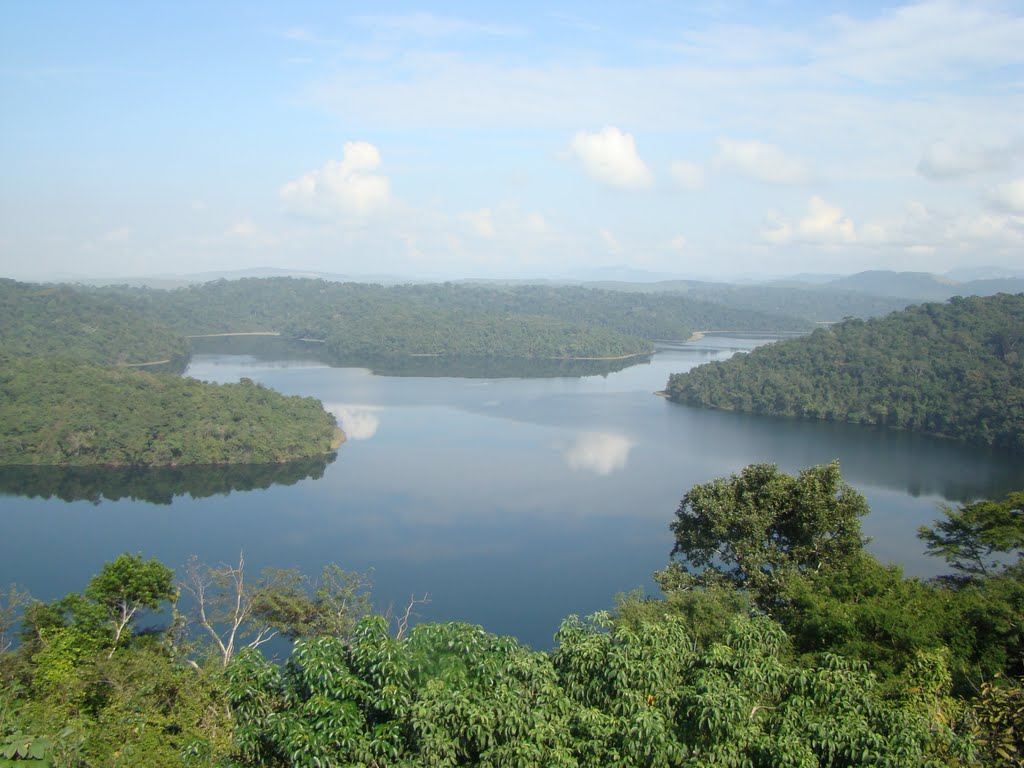
Rivier de Doce bij Dionísio